# Schiffswerft Schmidt
Schiffswerft Schmidt GmbH was een scheepswerf in Oberkassel en later in Oberwinter, een stadsdeel van de stad Remagen in het Rijnland-Palts district Ahrweiler.

## Geschiedenis
De scheepswerf werd in 1927 opgericht door Wilhelm Schmidt in Oberkassel, waar het bleef tot 1977. Wilhelm Schmidt was verhuisd van Boitzenburg aan de Elbe naar de Rijn; hij had toen al ervaring in de binnenvaart en maritieme scheepsbouw. Georg Schmidt nam het bedrijf in 1971 over als directeur.
In 1977 verhuisde de scheepswerf naar de locatie van de voormalige scheepswerf Oberwinter aan de zuidelijke ingang van Rolandseck nadat de vorige locatie aan de stad Bonn was verkocht. Op dat moment telde de werf 18 werknemers, later oplopend tot 40.
De meeste passagiersschepen die na het einde van de Tweede Wereldoorlog door scheepswerf Schmidt werden gebouwd, waren bestemd voor de Rijn en zijn zijrivieren, maar de werf kreeg ook opdrachten uit het buitenland. Sinds 1975 heeft Schmidt bijvoorbeeld zes passagiersschepen voor Nigeria gebouwd. Rursee-Schifffahrt Schwammenauel was, net als Personenschifffahrt Siebengebirge, uitsluitend eigenaar van door Schmidt gebouwde schepen. Naast passagiersschepen voerde de werf ook opdrachten uit voor veerboten en vrachtschepen. Tot voor kort voeren de veerboten Siebengebirge (beschadigd in 2017) en de Konrad Adenauer van de Bad Godesberg-Niederdollendorf in de directe omgeving van de scheepswerf. De excursieboot Moby Dick, die in 1976 op de Schmidt-werf te water werd gelaten, vaart ook tussen Bonn en Linz am Rhein.
Aan het einde van de jaren '90 moest de familie Schmidt de scheepswerf eerst sluiten en vervolgens verkopen, omdat de verkoopcrisis in de scheepsbouw ook de Schmidt-werf had bereikt. De scheepswerf was niet winstgevend genoeg meer en te klein om de concurrentie op dat moment bij te houden.

## Opvolger

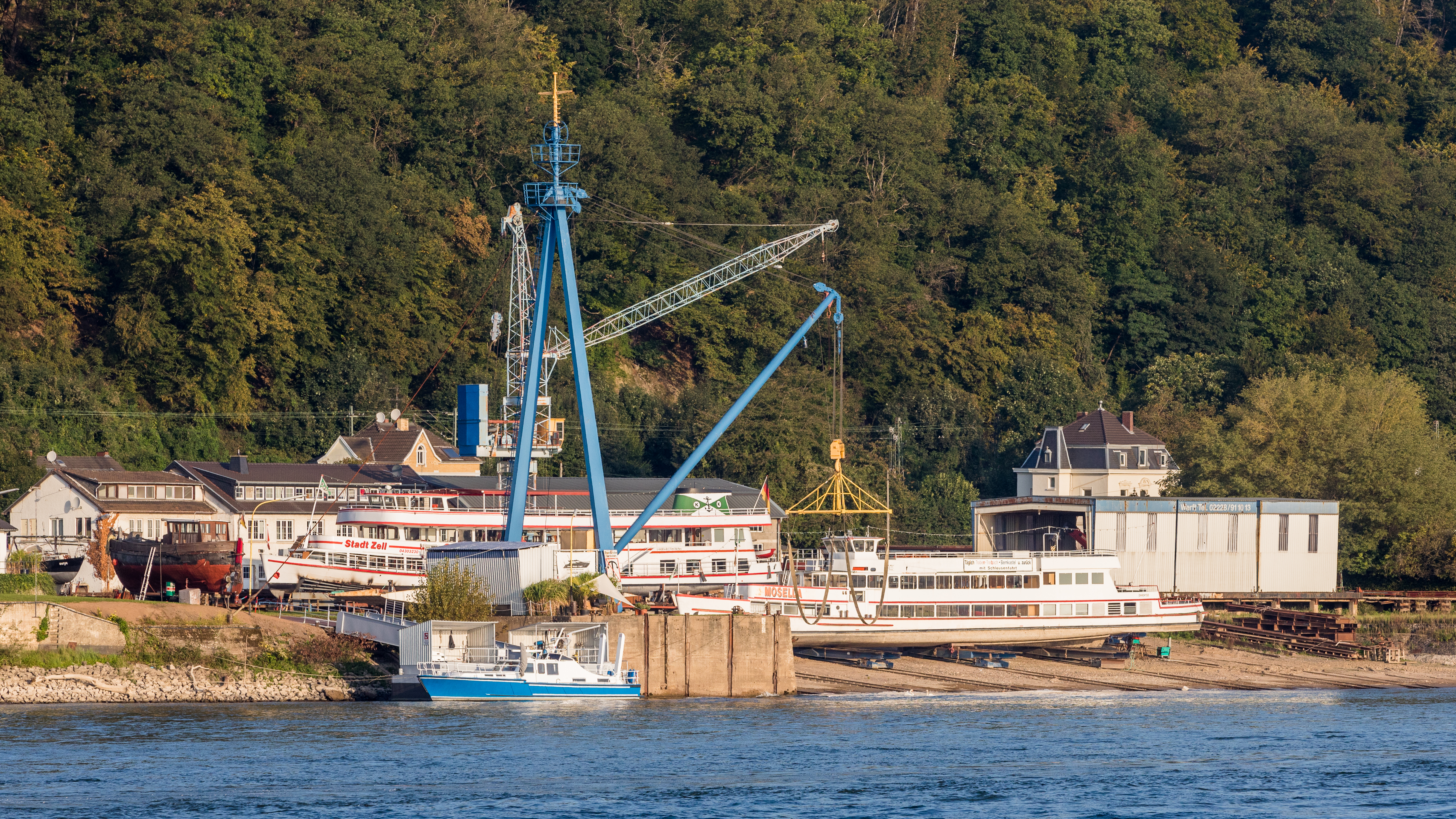
Scheepswerf Ritzdorf Schiffs- u. Industrietechnik, Oberwinter

Het Midden-Rijn scheepswerfcentrum is gevestigd op het terrein van de voormalige Schmidt scheepswerf in Oberwinter. Hier worden nieuwe gebouwen voor de binnenvaart gebouwd en gepland. De gebouwen van de Schmidt-scheepswerf worden ook onderhouden, gereviseerd of gerepareerd in Oberwinter. De directeur is Rainer Ritzdorf, die ook als scheepsbouwer op de Schmidt-scheepswerf heeft gewerkt. De scheepswerf wordt geëxploiteerd door RITZDORF Schiffs- u. Industrietechnik GmbH, dat in 2009 is opgericht.

## Schepen (onvolledige lijst)
- Stolzenfels (1928) (laatst waarschijnlijk Bärbel)
- Siebengebirge (1929) (inmiddels stad Würzburg)
- Ignatz Maria (herbouwd, 1951/52)
- Mainperle (1951), bouwnummer 79 (tegenwoordig: koning Gunther)
- Li[e]selotte von der Pfalz (1952 of 1953) (tegenwoordig: Wiktoria)
- Lindenwirtin (1954) (tegenwoordig: Spree-Perle)
- Wilhelmine of Rex Rhenus (1954) (bouwnummer 89, tegenwoordig: Mariandl)
- Eifel (1954)
- Heinz (1955)
- Möve (1955)
- Luxemburg (1955) (tegenwoordig: Eurostrand-Leiwen)
- Rolandsbogen (1955) (tegenwoordig: Frère Orban)
- Stromer (1956)
- Dorothea Epple (tegenwoordig: Germania) (1957)
- Gebroeders Bossler (vandaag: Santa Barbara) (1957)
- Georg Fischer (vandaag: Neckar-Fee) (1957)
- Neckarperle (nu: Moselland) (1957)
- Vogisheim (1957) (tegenwoordig: Vios)
- Stuttgart (1957) (tegenwoordig: Atlas V)
- Berta Epple (1958) (vandaag: Le Signac)
- Germania (1958) (vandaag: Restaurant Marti in Berlijn)
- Strolch (1958)
- Lahnstolz I (1959) (later wapen van Hannover, verkocht aan Frankrijk in 2022 en vermoedelijk hernoemd)
- Nixe (1959)
- Wels (1959) (tegenwoordig: Cöpenick)
- Rosenstein (1959) (tegenwoordig: Phoenix)
- Stad Trier (1960) (later: Kapitein Fu, daarna naamloos in Halle an der Saale)
- Düren (1960/61) (tegenwoordig: Bodensee)
- Wapen van Bernkastel (1962)
- Wilhelma (1962) (bouwnummer 143)
- Boddenkieker (1963)
- Mozart (1963)
- Vaterland (1964/65) (later: Lotharingen, prinses)
- Annemarie (tegenwoordig: Kaiserstuhl)
- Agaat (1965)
- Jocominaplaat (1965) (tegenwoordig: Rheinfels)
- Futurum (1965)
- Carmen Sylva (1968)
- Europa (1969)
- Siebengebirge (1969), bouwnummer 96
- Insel Amrum (1970), (casco, resterend werk op de scheepswerf Husum)
- Verona (1970) (tegenwoordig: River Lady)
- Hanseatic (1971) (tegenwoordig: Nikolaus Cusanus)
- Primus (1974)
- Moby Dick (1976)
- Romantica (1977)
- Weinland Baden (1980)
- Johann Wolfgang von Goethe (1983), bouwnummer 205
- Stad Merzig (1985) (tegenwoordig: Havelland)
- Luna (1986) (tegenwoordig: Geiseltalsee)
- Wapen van Limburg (1987), bouwnummer 222
- Stad Bamberg (1987), bouwnummer 223
- Marina (1988) (tegenwoordig: pannenkoekenschip)
- Astoria (1988)
- Renate (1988), (bouwnummer 233, tegenwoordig: Alt Heidelberg)
- Weyregg (1989), bouwnummer 235
- Rheinkrone (1991)
- Karl Jarres (1992)
- Marienburg (1955)
- Rheinland (1970), (tegenwoordig Treis-Karden)
- Wappen von Cochem (1986), (vlaggenschip Gebr. Kolb)
- Stadt Mannheim (1969), (tegenwoordig Stadt Bonn)